# Colonia Villanueva, Santa Lucía Monteverde
Colonia Villanueva är en ort i Mexiko.   Den ligger i kommunen Santa Lucía Monteverde och delstaten Oaxaca, i den sydöstra delen av landet, 300 km sydost om huvudstaden Mexico City. Colonia Villanueva ligger 2 351 meter över havet och antalet invånare är 320.
Terrängen runt Colonia Villanueva är kuperad åt sydost, men åt nordväst är den bergig. Runt Colonia Villanueva är det ganska tätbefolkat, med 72 invånare per kvadratkilometer. Närmaste större samhälle är Villa Chalcatongo de Hidalgo, 17,7 km nordost om Colonia Villanueva. Trakten runt Colonia Villanueva består i huvudsak av gräsmarker.